# 松沢一

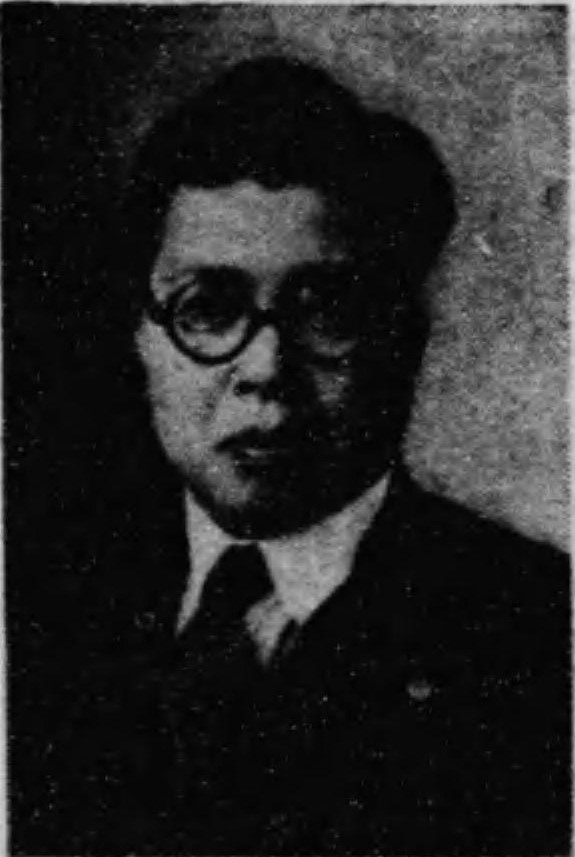
松沢一

松沢 一（松澤、まつざわ はじめ、1896年（明治29年）2月16日 - 1961年（昭和36年）9月4日）は、昭和期の農民運動家、政治家。衆議院議員。

## 経歴
山梨県東山梨郡春日居村桑戸（春日居町を経て現笛吹市）で生まれる。農業を営む。早くから農民運動に加わった。
1930年（昭和5年）日本農民組合山梨県連合会結成時に青年部理事に就任。以後、会長の平野力三と行動を共にした。しかし社会情勢の変化に伴い、日本国家社会党、さらに皇道会に所属した。
また、春日居村会議員に就任し、さらに1939年（昭和14年）10月、山梨県会議員に選出され、同参事会員、小作戦時特別調停委員、金銭債務戦時特別調停委員、人事戦時特別調停委員、県農地委員、山梨地方森林会議員などを務めた。
1945年（昭和20年）12月、日本社会党山梨県連合会に加入。1946年（昭和21年）4月の第22回衆議院議員総選挙に山梨県選挙区から日本社会党公認で出馬して当選。1947年（昭和22年）4月の第23回総選挙に山梨県全県区から出馬して再選され、衆議院議員に連続2期在任し、この間、社会党中央執行委員となる。その後、社会党山梨県連が分裂し社会革新党県連を結成した。1949年（昭和24年）1月の第24回総選挙に出馬したが落選。1951年（昭和26年）に公職追放が解除された平野力三を迎えて社会革新党県連を社会民主党県連に改組したが、その後の党勢を回復することはできなかった。
その他、日本農民組合関東同盟教育部長、同県連合会主事、同中央執行委員、農地改革同盟山梨県連合会主事なども務めた。